# Flatiron Building (Atlanta)
El English-American Building, comúnmente conocido como Flatiron Building, es un edificio terminado en 1897 ubicado en 84 Peachtree Street NW en el centro de Atlanta, Georgia, en el bloque en forma de cuña entre Peachtree Street NE, Poplar Street NW y Broad Street NW. Se completó cinco años antes que el Flatiron Building de Nueva York y comparte una forma de plancha prominente similar a su contraparte. Fue diseñado por Bradford Gilbert, un contemporáneo de la escuela de Chicago de Daniel Burnham, el diseñador del edificio de Nueva York. El edificio tiene 11 pisos y es el segundo y rascacielos más antiguo en pie de la ciudad. El Flatiron está protegido por la ciudad como un edificio histórico en el distrito Fairlie-Poplar del centro de la ciudad, y está incluido en el Registro Nacional de Lugares Históricos.
Inmediatamente al otro lado de Peachtree se encuentra el histórico Rhodes-Haverty Building, en la esquina norte con Williams Street.
FlatironCity ahora alberga un Centro de Innovación de Microsoft, un Instituto de Emprendimiento de Mujeres y más de 20 emprendedores y nuevas empresas.

## Galería

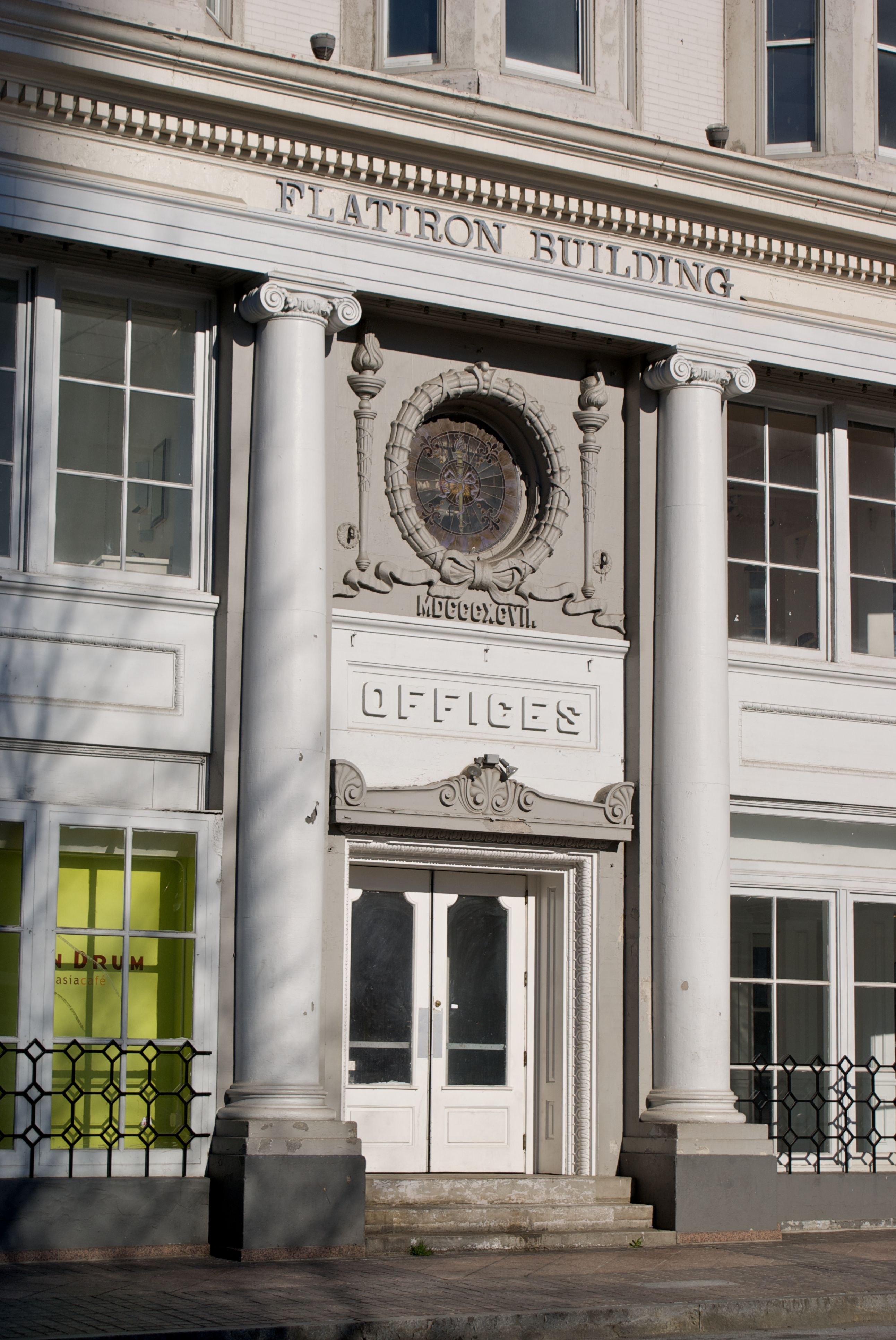
Entrada de Peachtree Street
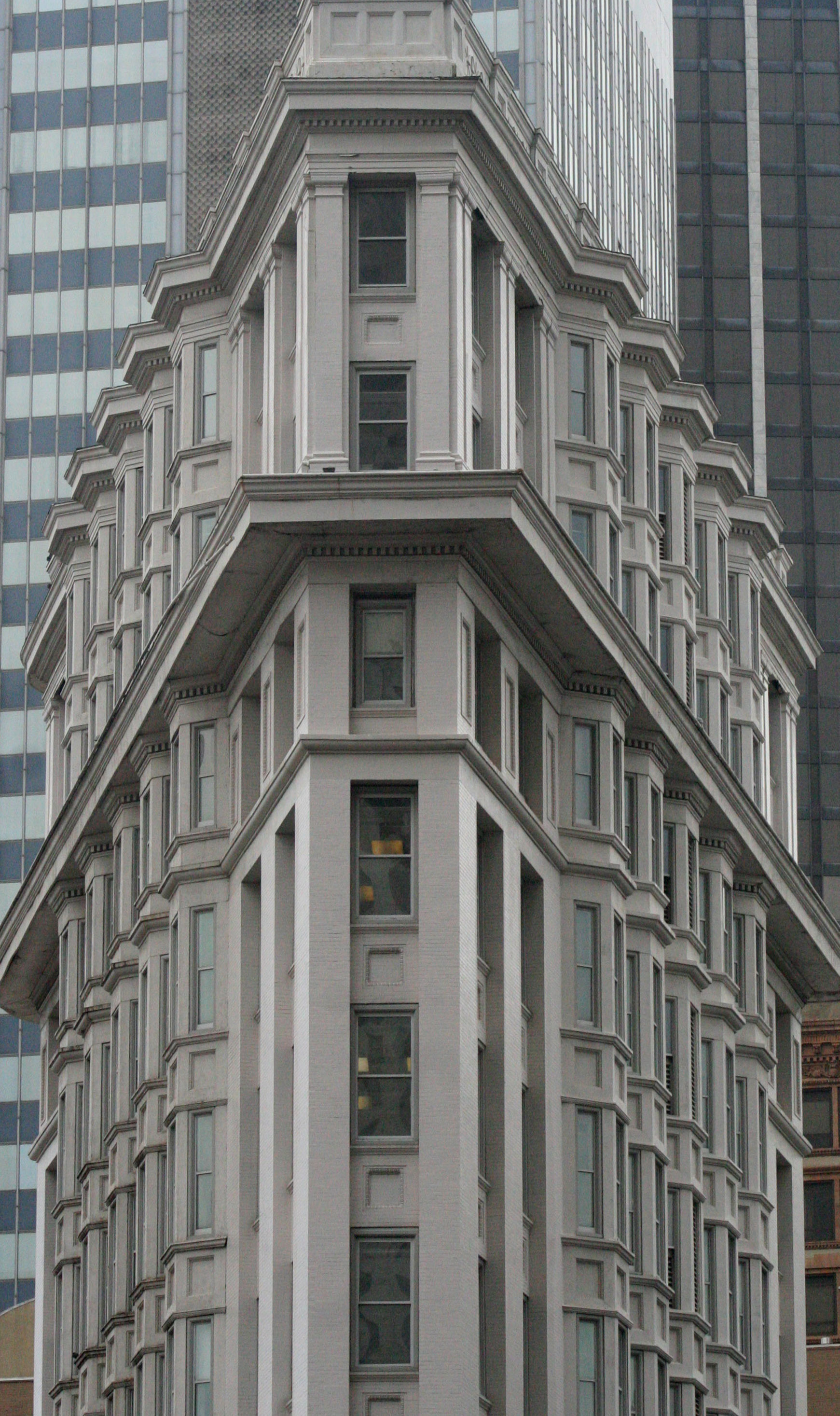
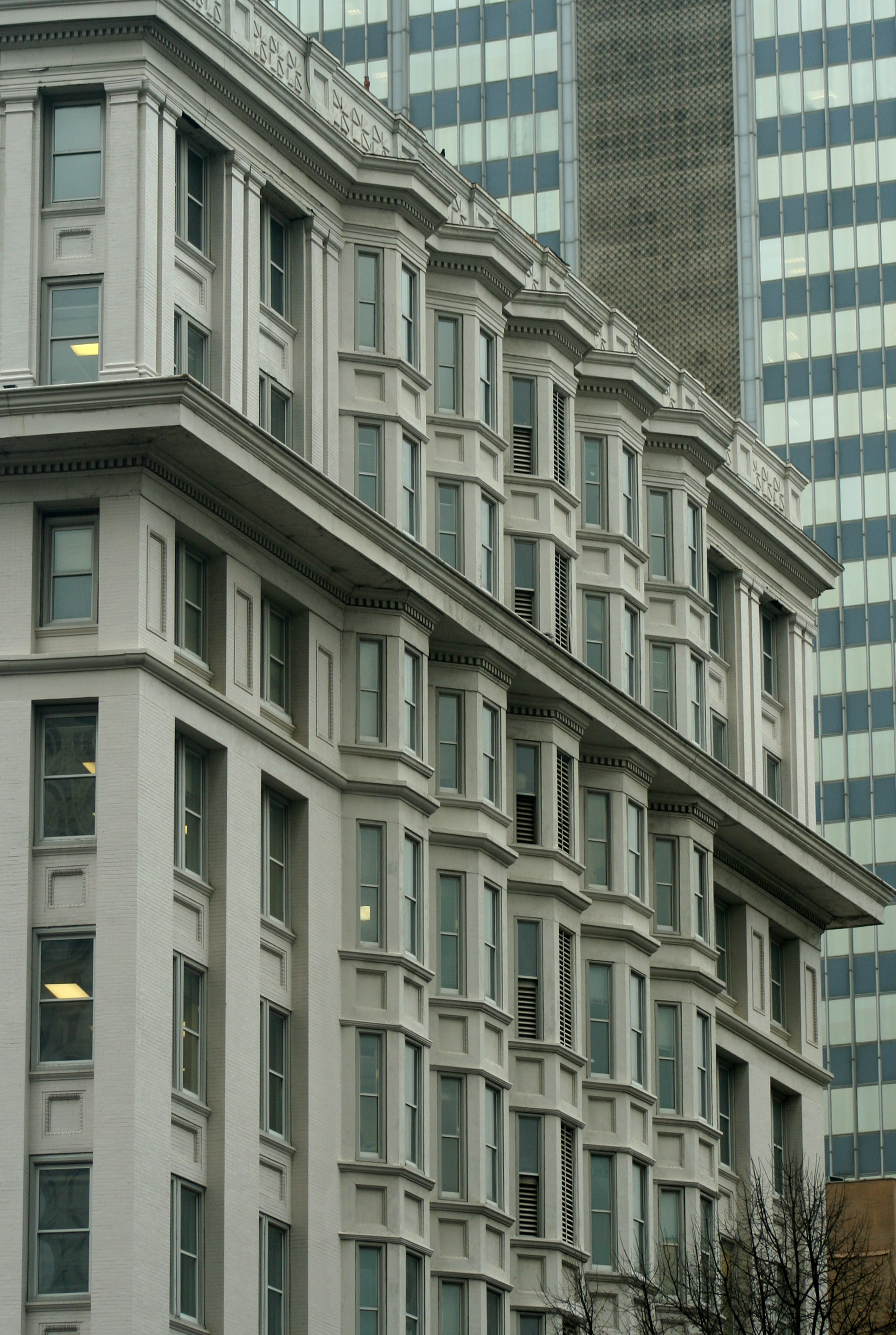
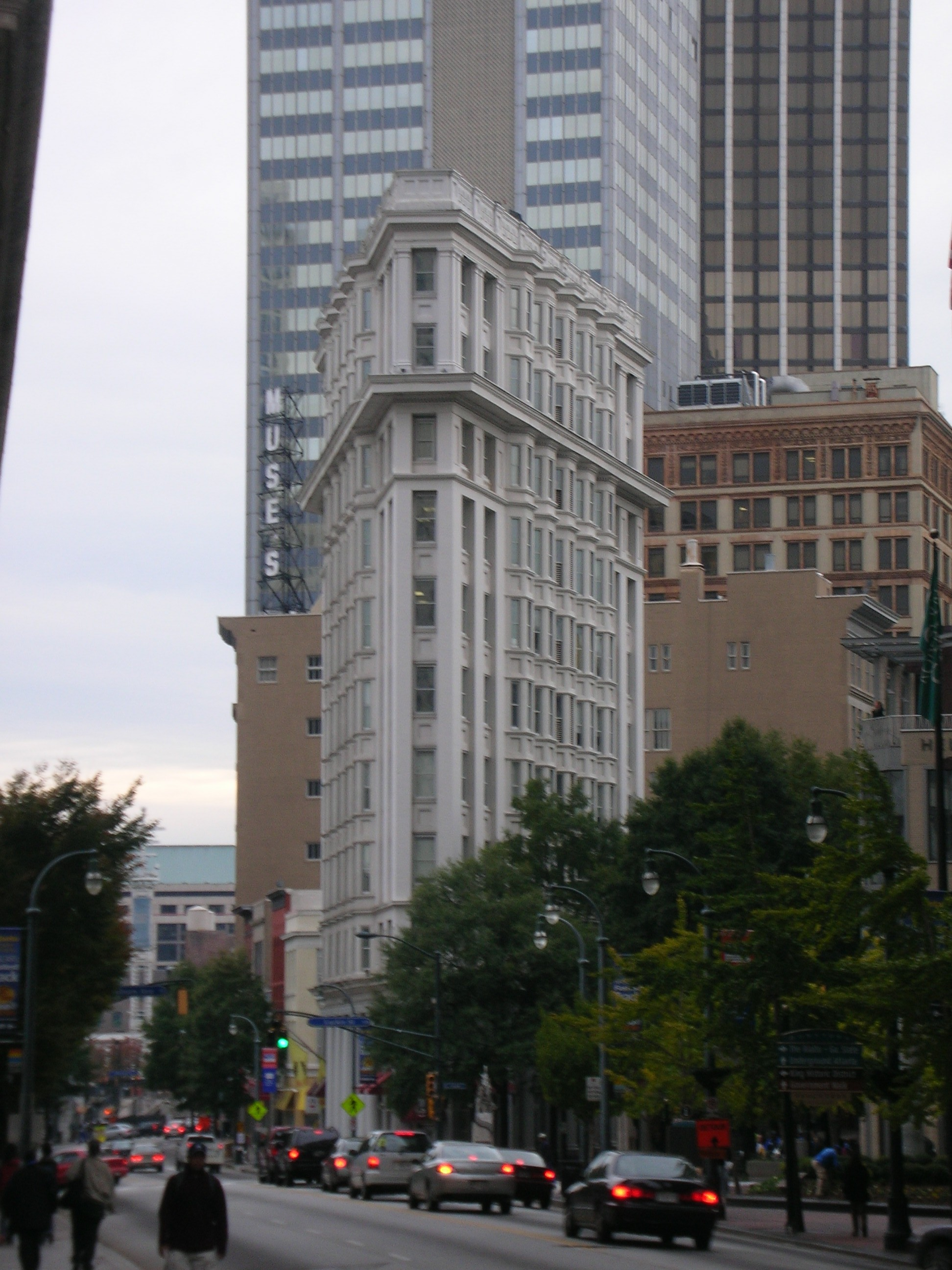